# Злочин і погода
«Злочин і погода» — російський кінофільм 2006 року.

## Зміст
Дія відбувається в Академмістечку, недалеко від Петрозаводська. Сюжет розгортається протягом двох днів, з моменту, коли вранці після випускного вечора група молодих випускників школи знаходить під мостом затоплену машину з тілом однокласниці, обраної напередодні королевою балу. Хто вбив Машу Гулько - закоханий в неї однокласник Віктор, його батько - вчитель Родіон Сергійович, або..? Розслідування, яке веде капітан міліції Дронов, ускладнюється тим, що містечку, що стоїть на березі затоки, загрожує повінь і оголошена евакуація. Останнім рейсом в місто прибуває з Петрозаводська ведуча телепрограми «Злочини і погода» Еріка Дронова, яка і знайде справжнього вбивцю.

## Ролі
| Актор               | Роль                 |
| ------------------- | -------------------- |
| Євген Сидихін       | Родіон               |
| Олена Руфанова      | Надія                |
| Олена Симонова      | Еріка                |
| Данило Козловський  | Віктор               |
| Аліна Шмельова      | близнюки Таня і Соня |
| Світлана Бухтоярова | Женя                 |
| Олена Ігнатьєва     | Маша                 |
| Олександр Ткачов    | Лев                  |
| Артур Уркітіс       | Едик                 |
| Володимир Кошовий   | Славік               |
| Сергій Уманов       | Сергій               |
| Валерій Філонов     | Дронов               |

## Знімальна група
- Режисер-постановник і сценарист — Борис Фрумін
- Продюсер — Олександр Черняєв, Дмитро Воронков
- Композитор — Віктор Лебедєв